# Royan
Royan ( también llamado en el idioma saintongeais Roéyan) es una ciudad francesa situada en el departamento de la Charente Marítimo y en la región Nueva Aquitania. El nombre de sus habitantes es Royannais y Royannaises.

## Geografía
Ciudad costera de reputación internacional, Royan es una ciudad que cuenta con 18.424 habitantes, en el corazón de una área urbana estimada de 38.638 habitantes, lo que la convierte en la cuarta población del departamento después de La Rochelle, Rochefort y Saintes. 
Capital de la Côte de beauté, se encuentra en la desembocadura del estuario del Gironda, el estuario más vasto de Europa. Posee cinco playas, un puerto de ocio y un puerto pesquero.

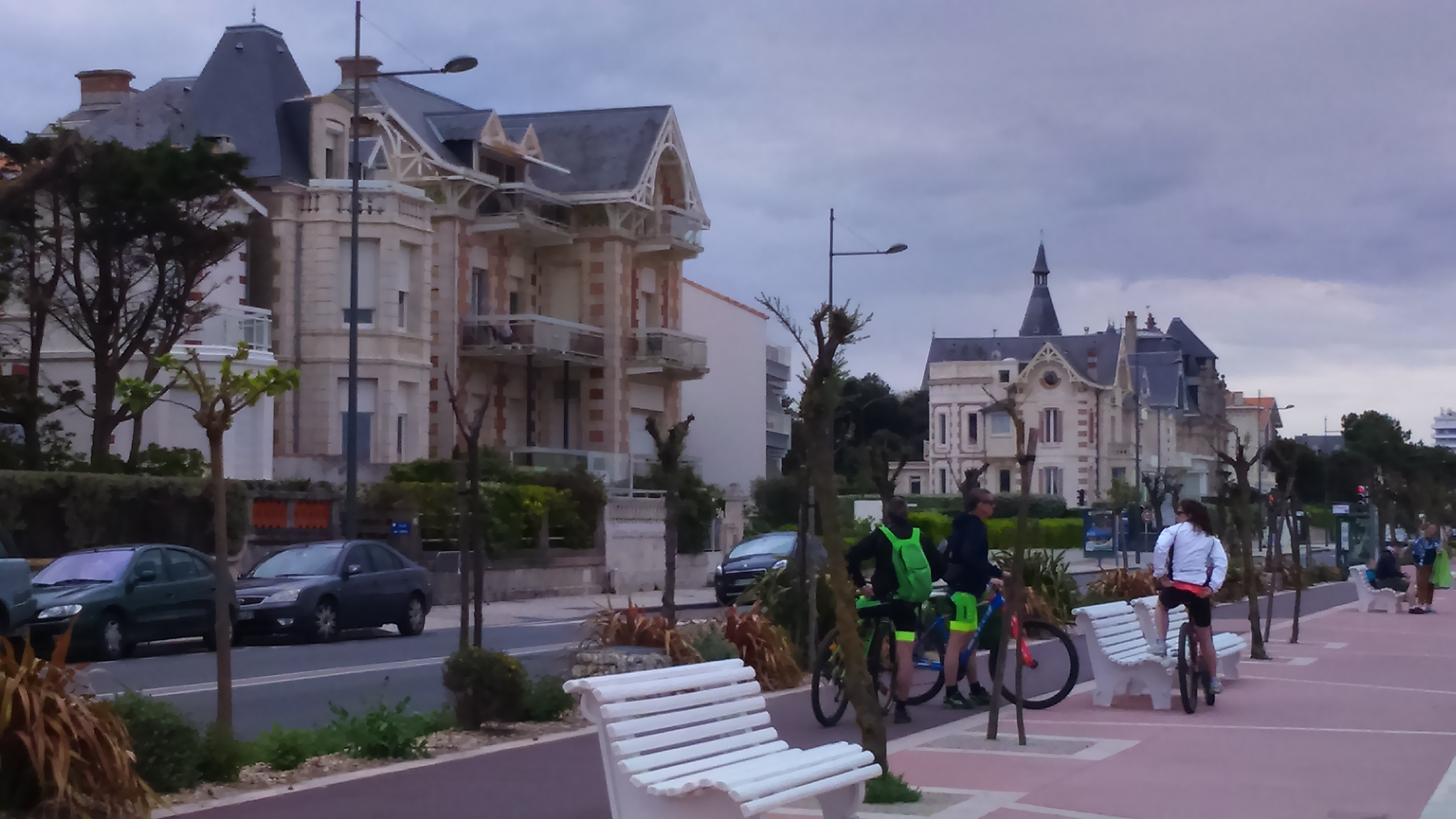
Royan. Año 2016

## Historia
Ciudad con importante presencia hugonote, el Edicto de Nantes de 1598, la convierte en fortaleza protestante. Se rebeló contra la política católica de Luis XIII, la ciudad fue sitiada el 4 de mayo y tomada el 11 de mayo de 1622. Nueve años después por orden del cardenal Richelieu se procede a desmantelar las murallas y ciudadela de la ciudad. El Edicto de Fontainebleau, supuso la emigración de muchos de sus habitantes a Inglaterra y Holanda en 1685.
Conocida desde el siglo XIX por sus baños de mar y casinos, la ciudad acogió a numerosos artistas durante las primeras décadas del siglo XX. Fue ocupada por el III Reich en 1940 y asolada por bombardeos terribles en 1945 hasta que la guarnición alemana se rinde el 17 de abril.
La ciudad fue declarada laboratorio de búsqueda sobre el urbanismo y posee desde entonces un patrimonio arquitectónico que data de los años 1950 (arquitectura modernista). Su renacimiento de la posguerra le permite hoy acoger hasta 90.000 habitantes en temporada alta.
Ver sobre los bombardeos el libro "La Bomba" de Howard Zinn y el artículo "El testamento de Howard Zinn" escrito por Ben Dandelion el 23 de septiembre de 2010 en el periódico The Guardian.

## Demografía
| 2 182                     | 2 129 | 2 202 | 2 339 | 2 881 | 2 761 | 3 106 | 3 329 | 3 568 | 4 005 | 4 170 | 4 685 | 5 155 | 5 445 | 6 702 | 7 247 | 8 287 | 8 374 | 8 843 | 9 330 | 10 242 | 10 388 | 11 328 | 12 192 | 6 649 | 12 289 | 16 521 | 17 292 | 18 062 | 17 540 | 16 837 | 17 102 | 18 424 |
| (Fuente: INSEE y Cassini) |       |       |       |       |       |       |       |       |       |       |       |       |       |       |       |       |       |       |       |        |        |        |        |       |        |        |        |        |        |        |        |        |